# 血斗のジャンゴ
『血斗のジャンゴ』（けっとうのジャンゴ 原題：Faccia a faccia）は、1967年制作のマカロニ・ウェスタン。セルジオ・ソリーマ監督。タイトルロールの「ジャンゴ」は日本語訳に際し先行作品である『ジャンゴ』(日本語題：続・荒野の用心棒)から非公式に借用されたものであり、原語であるイタリア語版では、彼にはソロモン・ベネットという名が付けられている。尚、登場するチャーリー・シリンゴはピンカートン探偵事務所で活躍した実在の人物であり、物語のキーマンとなっている。

## あらすじ
ニューイングランドで大学教授をしていたブラッド・フレッチャーは肺病療養のためテキサスにやって来た。彼は気が弱く、出世や婚約者との結婚も諦め生きる喜びを失っていた。そこで彼はソロモン・ベネットという無法者に銃で脅され誘拐されてしまう。
ブラッドはソロモンと行動を共にするうちに奇妙な友情で結ばれる。ブラッドはソロモンから初めて銃を習い、次第に無法者の世界に魅了され、大学に戻ることを止めソロモンの一味に入れて欲しいと頼む。
最初はおどおどしていたブラッドはやがて、自ら進んで悪事に加担するようになり、暴力と支配欲に魅了される。そして、元大学教授の優秀な頭脳で犯罪計画を立案し、仲間から一目置かれていく。自信に満ち冷酷な性格に変わっていくブラッドを密かに心配するソロモン。
ある日、チャーリー・シリンゴという男が一味への仲間入りを志願してくる。しかし、実は彼は保安官であり、一味は強盗を決行したその日、シリンゴの手引きで駆け付けた軍隊に一網打尽にされ、ソロモンも逮捕され、多くの仲間達が亡くなる
ソロモンの逮捕をきっかけに無法集団のリーダーとなったブラッドだが、自警団に夜襲され、老人や女ら仲間を連れ敗走する。その途中、脱走したソロモンと再会する。ブラッドは、追撃してくる自警団に加わっていたシリンゴを射殺しようとするが、背後から撃たれて死ぬ。
ブラッドを撃ったのはソロモンだった。ブラッドは仲間のソロモンに撃たれた理由がわからず、何故だ、自分には夢があったのにと呟き砂漠に倒れた。ソロモンは悪に魅入られたブラッドがこれ以上暴走するの止めようとしたのだった。追いついてきたシリンゴは自警団を退去させると、善の心に目覚めたソロモンを逃がしてやるのだった。

## キャスト
※括弧内は日本語吹替（初回放送1977年5月28日『土曜映画劇場』）
- ブラッド・フレッチャー：ジャン・マリア・ヴォロンテ（広川太一郎）
- ソロモン・ベネット(ジャンゴ)：トーマス・ミリアン（小林清志）
- チャーリー・シリンゴ：ウィリアム・バーガー（家弓家正）
- マリア：ヨランダ・モディオ
- ザカリー：アルド・サンブレル
- キャシー：リンダ・ヴェラス
- アーニー：キャロル・アンドレ（白石冬美）

※日本語版演出：高桑慎一郎